# اچ‌ام‌اس توربولنت (ان۹۸)
اچ‌ام‌اس توربولنت (ان۹۸) (به انگلیسی: HMS Turbulent (N98)) یک زیردریایی بود که طول آن ۲۷۵ فوت (۸۴ متر) بود. این زیردریایی در سال ۱۹۴۱ ساخته شد.